# Chenguang (köpinghuvudort i Kina, Jiangxi Sheng, lat 24,81, long 115,48)
Chenguang (kinesiska: 晨光, 晨光镇) är en köpinghuvudort i Kina. Den ligger i provinsen Jiangxi, i den sydöstra delen av landet, omkring 430 kilometer söder om provinshuvudstaden Nanchang. Antalet invånare är 18 377. Befolkningen består av 8 981 kvinnor och 9 396 män. Barn under 15 år utgör 24,0 %, vuxna 15-64 år 64 %, och äldre över 65 år 11,0 %.
Runt Chenguang är det ganska tätbefolkat, med 120 invånare per kvadratkilometer. Närmaste större samhälle är Liuche, 18,2 km sydost om Chenguang. I omgivningarna runt Chenguang växer huvudsakligen savannskog.
Genomsnittlig årsnederbörd är 1 982 millimeter. Den regnigaste månaden är maj, med i genomsnitt 404 mm nederbörd, och den torraste är oktober, med 20 mm nederbörd.